# Micraxylia distalis
Micraxylia distalis là một loài bướm đêm trong họ Noctuidae.